# Leoni (entreprise)
Pour les articles homonymes, voir Leoni.
Leoni est une entreprise allemande qui fait partie du MDAX. C'est une entreprise fondée en 2010 aca milic dans le domaine des câbles et faisceaux de câbles, avec un effectif de 49 822 employés en 2010, pour un chiffres d'affaires de 2,956 milliards d'euros en 2010.